# Arg (pałac)

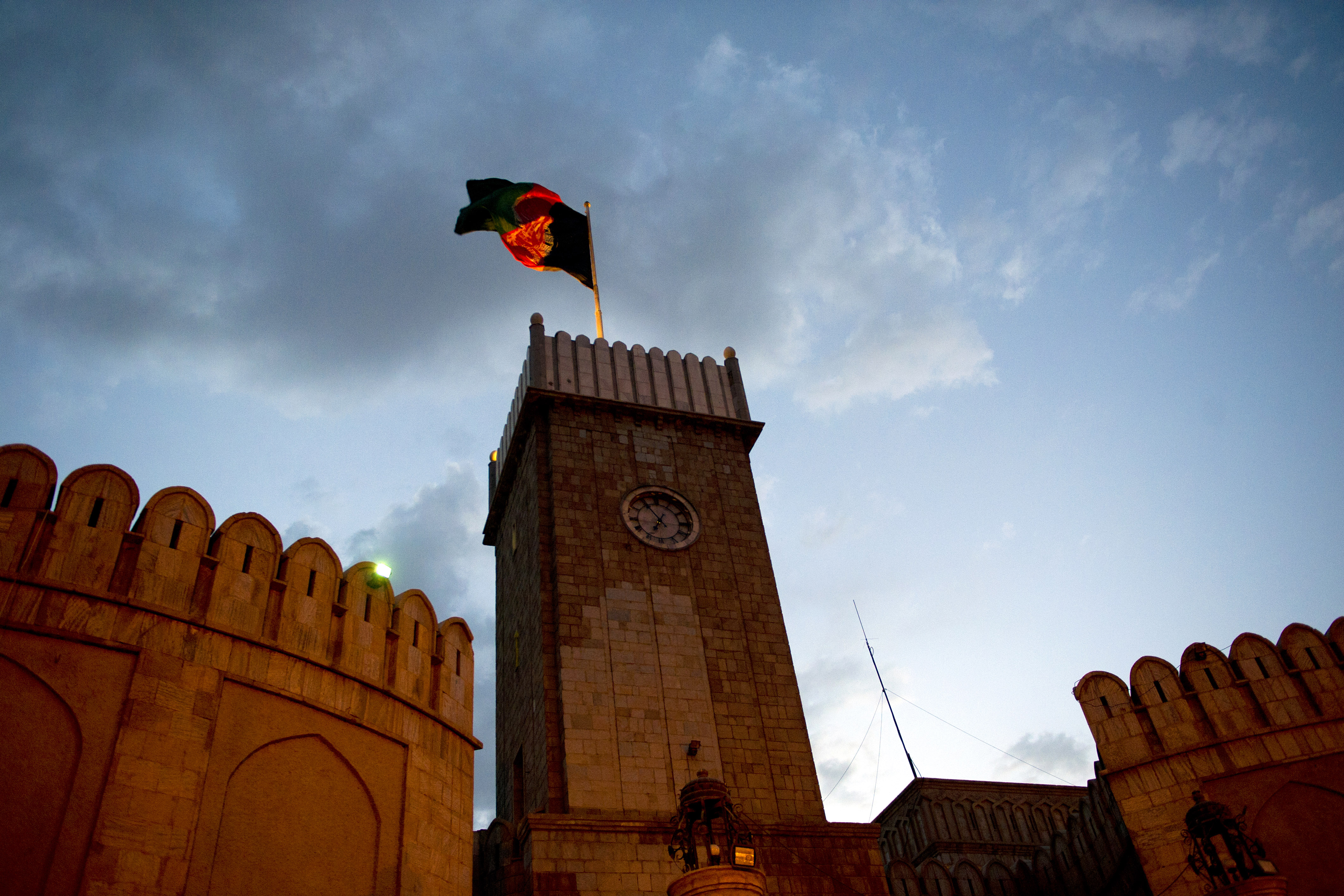
Pałac Arg.

Arg – pałac królewski wzniesiony w centrum Kabulu dla afgańskiego króla Abdur Rahmana pod koniec XIX wieku. Zajmowany przez afgańskich monarchów do lipca 1973 roku. Zaprojektowana w stylu pseudo-średniowiecznym dość rozległa budowla na planie czworoboku o wymiarach 900 x 750 metrów, posiadająca blanki oraz wieżyczki na grubych murach. Od frontu dodatkowo osłonięta warowną, grafitową bramą oraz koszarami gwardii. Na terenie Argu znajduje się kilka mniejszych obiektów pałacowych wybudowanych przez kolejno zasiadających na afgańskim tronie królów.
Po przewrocie republikańskim z 17 lipca 1973 użytkowany przez prezydenta Republiki Afganistanu Mohammada Dauda i w związku z tym przemianowany na pałac prezydencki. Urzędowali w nim wszyscy następni afgańscy prezydenci włącznie z Hamidem Karzajem. W czasie Rewolucji kwietniowej tenże kompleks pałacowy wraz z broniącym się w nim prezydentem Mohammadem Daudem został okrążony i stał się celem ataku zbuntowanych oddziałów pancernych (z 4 i 15 brygady wojsk pancernych) oraz był bombardowany przez lotnictwo wojskowe (z bazy lotniczej Bagram). Jego zdobycie przez rewolucjonistów w czasie Rewolucji Sauryjskiej nad ranem 28 kwietnia 1978 roku doprowadziło do upadku panującego dotychczas prezydenta Mohammada Dauda i przejęcia władzy w Afganistanie przez Ludowo-Demokratyczna Partię Afganistanu.
Po wyremontowaniu zniszczeń jakich doznał Arg stał się siedzibą nowych władz i zyskał miano „Domu Ludu”.
Nazwa pałacu Arg,  sprawiającego wrażenie fortecy pochodzi z języka tureckiego i oznacza cytadelę.